# 自然狙点
自然狙点（しぜんそてん）は、おもに射撃競技において、脱力状態下で据銃姿勢をとった際に銃口が最も安定する方向（自然に狙っている点）を表す言葉。語源は"Natural point of aim"の直訳である。
古くは「ゼロ・ポイント」と呼称することもあったが、昨今では「自然狙点」の方が一般的である。射撃競技の特性上、ゼロ･ポイント＝0点では、縁起が悪いので廃れたとも考えられる。
競技者のパフォーマンスに影響する要因としては
1. 銃器・装備品などの物的要因
2. 射場・気象などの環境的要因
3. 精神状態・熟練度などの人的要因

などが挙げられる。
自然狙点は、競技者の熟練度に関わる部分であり物的要因や環境的要因が、ほぼ全ての競技者に平等である事を考えれば得点要素として最も重要視すべき存在である。コートやスリングといった、姿勢補助の装具をつけた状態では自然狙点でのサイティングが出来ているかの認知が難しいが、ノプテルなどの射撃分析装置を用いた実験では撃発動作の直前に、実際の狙点から自然狙点への銃口の移動現象を確認することが出来、熟練度の指標とすることが出来る。

## 白標撃ちによる自然狙点の認知
自然狙点の簡単な認知方法として、白標（黒点の無い標的）を撃つ練習法がある。
白紙の中心付近を脱力した状態で射撃した際の、その集弾傾向によって、実際に銃口が向きたがっている方向を、比較的容易に知る事が出来る。
白標撃ちは、脱力状態で撃発する事を強化する為にも有効な練習法である。